# Československá myslivecká jednota
Československá myslivecká jednota (ČSMJ) byla myslivecká organizace, z které se později vyvinula Českomoravská myslivecká jednota.

## Historie
První ústřední spolek na ochranu honby vznikl ve Francii a po něm v Německu. V Rakousku-Uhersku se konstituovalo první zemské ústředí v Tyrolsku. U příležitosti Hospodářského kongresu v Budapešti roku 1896 sestavilo c.k. ministerstvo orby statistiku (podle doručených údajů) dosud založených ústředních spolků v královstvích a zemích zastoupených v Říšské radě.
| Jméno a sídlo spolku | Založení | Členů |
| --- | -------- | ----- |
| Niederösterreichischer Jagdschutzverein / Dolnorakouský spolek na ochranu honby, Wien                                                | 1877     | 2 587 |
| Oberösterreichischer Schutzverein für Jagd und Fischerei / Hornorakouský spolek na ochranu honby a rybolovu, Linz                    | 1881     | 940   |
| Steiermärkiscker Jagdschutzverein / Štýrský spolek na ochranu honby, Graz                                                            | 1882     | 1 350 |
| Schutzverein für Jagd und Fischerei / Spolek na ochranu honby a rybolovu pro Salcburské vévodství, Salcburk                          | 1880     | 438   |
| Küstenländischer Verein für Jagd, Fischerei und Vogelschutz / Spolek na ochranu honby, rybolovu a ptactva pro Přímoří, Görz /Gorizia | 1892     | 162   |
| Tiroler Jagd- und Vogelschutzverein / Tyrolský spolek na ochranu honby a ptactva, Innsbruck                                          | 1874     | 179   |
| Tiroler Jagd- und Vogelschutzverein, sekce Merano / Sekce Tyrolského spolku na ochranu honby a ptactva v Meranu                      | 1883     | 18    |
| Jagdschutzverein des politischen Bezirkes Landeck / Spolek na ochranu honby v politickém okrese Landeck                              | 1885     | 215   |
| Jagd- und Wildschutzverein im Königreiche Böhmen / Spolek pro ochranu honby a chov psů v království Českém, Praha                    | 1894     | 1053  |
| Jagd- und Vogelschutzverein in Aussig a. d. Elbe / Spolek na ochranu honby a ptactva v Ústí nad Labem                                | 1878     | 114   |
| Jagd- und Vogelschutzverein „Hubertus” / Spolek na ochranu honby a ptactva „Hubertus”, Karlsbad/Karlovy Vary                         | 1878     | 64    |
| Jagdschutzverein in Mies / Spolek na ochranu honby ve Stříbře                                                                        | 1892     | 74    |
| Jagd-, Wald- und Vogelschutzverein für den Bezirk Saaz / Spolek na ochranu honby, lesnictví a ptactva pro Žatecký okres, Saaz/Žatec  | 1892     | 89    |
| Mährischer Jagdschutzverein / Moravský spolek na ochranu honby, Brünn /Brno                                                          | 1881     | 843   |
| Jagdschutzverein für Westschlesien / Spolek na ochranu honby pro Západní Slezsko, Troppau/Opava                                      | 1891     | 320   |
| Jagd- und Fischereischutzverein für das östliche Schlesien / Spolek na ochranu honby a rybolovu pro Východní Slezsko, Teschen/Těšín  | 1880     | 341   |
| Galizischer Jagdjchutzverein / Haličský spolek na ochranu honby, Lemberg/Lvov                                                        | 1876     | 420   |
| Celkem členů |          | 9 207 |

## První Československá republika - Československá myslivecká jednota
Po rozpadu Rakouska-Uherska se jako první ústředí pro ochranu honby v novém státě konstituoval v roce 1919 založený „Československý lovecký a kynologický říšský svaz” se sídlem v Praze. Lovecko-kynologický spolek pro Moravu a Slezsko a Ústřední spolek pro ochranu honby a chov psů loveckých v Čechách vystoupily z Československého loveckého a kynologického říšského svazu, čímž byl dán podklad k založení Československé myslivecké jednoty.
Dne 6. ledna 1923 se sešla pracovní skupina v České Třebové a 18. března 1923 v Praze na valné hromadě Ústředního spolku pro ochranu honby a chov loveckých psů v Čechách, kde podala návrh na založení celostátní organizace Československá myslivecká jednota. Ustavující schůze se konala 22. dubna 1923 v Brně. Ústředí v Brně se snažilo sdružit ryze české myslivecké, lovecké, střelecké, trubačské a kynologické spolky do jedné organizace, u jejíhož zrodu stály:
- „Ústřední spolek pro ochranu honby a chov loveckých psů v Čechách“, založen r. 1887 pod názvem „Spolek pro ochranu honby a chov psů v království Českém”, na zakládajícím schůzi zastupovali František Paštika, Karel Podhajský a Jiří Tichota,
- „Lovecko–kynologický spolek pro Moravu a Slezsko v Brně“, založen r. 1911 pod názvem „Spolek pro ochranu honby a chov psů v markrabství moravském v Brně”, zastupovali Vladimír Chlanda, Jakub Jíral, Josef Merhaut, Zdenko Slanina, Jan Začal a Josef Žalman[5]
- „Lovecký ochranný spolok pre Slovensko se sídlem v Bratislavě“, zřídilo ministerstvo polního, lesního a vodního hospodářství pro správu Slovenska 23. května 1922 s pobočkou v Žilině, zastupovali ho dr. Fr. Hanavský (ministerský tajemník zemědělského referátu v Bratislavě), MUDr. Jindřich Koláčný (přednosta oddělení Divisní nemocnice č. 9, Bratislava)[6] a František Stejskal (lesní rada Saštín),[7][8]
- „Spolek přátel myslivosti pro Tišnov a okolí v Tišnově“, se osamostatnil roku 1923 a zastupovali ho Richard Knoll a Jan Kosík,[9]
- „Ústřední neodvislá jednota československých lesních, lovčích a rybničních zřízenců v Praze“, zastupoval ji novinář Dominik Pavlíček,[10]
- „Spolek posluchačů lesního inženýrství v Praze[11]
- „Spolek posluchačů lesního inženýrství v Brně”, byl založen nejprve 17. března 1919 v Praze, kde sdružoval posluchače Vysoké školy technické, odboru lesního inženýrství. Po zřízení Vysoké školy zemědělské v Brně (s lesnickým odborem) 24. července 1919 přešla část jeho členů se svými profesory do Brna, spolek zastupovali ing. Jiří Tichota a Oldřich Pacák (Hospodářská škola ve Vršovicích),[12]
- „Lovecký klub v Českých Budějovicích“, se konstituoval roku 1910 a svou účast na zakládací schůzi omluvil.[13]

Předsedou byl zvolen Zdenko Slanina, lesní rada v Židlochovicích, místopředsedou za Čechy Josef Bohuslav Martin, lesní ředitel z Prahy, místopředsedou za Slovensko dr. Ján Moural (ale až dodatečně, neboť Slováci si na brněnském jednání vyžádali dodatečné schválení svého reprezentanta až po jednání jejich valné hromady, které se konalo v květnu 1923), ústředním jednatelem Jan Začal, okresní lesní v Brně, pokladníkem Richard Knoll, pokladník v Tišnově, vedoucím redaktorem „Stráže myslivosti” středoškolský profesor Jaroslav Svoboda, vedoucím knihy „Československý lovecký pes” Karel Podhajský, důchodní v Litomyšli, propagačním a organizačním referentem František Paštika, lesní kontrolor v Ratajích nad Sázavou, mysliveckým referentem Jakub Jíral, lesmistr Znojmo, revizorem účtů Josef Hlávka, přednosta směnárny Brno a konečně odborným redaktorem „Stráže myslivosti“ a referentem pro nový honební zákon Josef Žalman, vrchní lesní správce v Olšanech, později lesní ředitel v Pozořicích.
Oldřich Koudelka, Myslivost 4/2018, s. 8

Prvním předsedou byl zvolen židlochovický lesní rada Zdeněk Slanina, po něm v roce 1925 Vavřín Horáček, lesmistr v Kuřimi, který ČSMJ vedl až do nových voleb v roce 1927, kdy byl zvolen předsedou prof. Ing. Antonín Dyk, ústředním jednatelem Josef Žalman, ústředním pokladníkem František Paštika.

### Zřízení zemských odborů
Dne 1. února 1930 konala Čsl. myslivecká jednota v Praze schůzi svého „Pracovního výboru”, na které mimo dalších odborných otázek myslivosti, kynologie, střelectví projednávala zřízení zemských odborů, následující den 2. února 1930 se pak uskutečnila ve velkém sále hostince «U Zlaté husy» generální valná hromada všech zástupců sdružených loveckých organizací, kde byly tyto organizační kroky schváleny. Taktéž byla odsouhlasena společná účast ČSMJ s generálním ředitelstvím Státních lesů a statků na mezinárodní lovecké výstavě v Lipsku. Čestnými členy byli jmenováni František Harrach, velkostatkář z Velkého Meziříčí, a Karel Adler, lesní ředitel v. v. na vyvlastněném velkostatku v Kostelci n. Čeř. lesy. Předsedou Čs. M. J. byl opětovně zvolen Ing. Antonín Dyk, profesor vysoké školy zemědělské v Brně, ústředním jednatelem Josef Žalman, lesní ředitel na velkostatku v Pozořicích.

### Myslivecká komora
V roce 1932 byla ustavena Myslivecká komora Československé republiky, která sdružovala celorepublikové svazy českou ČSMJ a německý „Verband deutscher Jäger St. Hubertus” z Litoměřic. Prezidentem komory byl zvolen inž. Antonín Dyk, jednatelem za německý svaz JUDr. Anton Ulberth, advokát v Praze II., Václavské nám. č. 35. Čsl. myslivecká komora sdružovala 35 000 členů.

### Celostátní myslivecká výstava k 10. výročí založení
Mysliveckou jednotu reprezentovalo v roce 1933 kolem 200 mysliveckých spolků, rozmístěných po celém území republiky. K oslavě svého desetiletého působení uspořádala v rámci jarní Hospodářské výstavy v Praze ve dnech 20. května až 5. června 1933 v Královské oboře vlastní mysliveckou výstavu. O vysoké úrovni výstavy svědčila sama skutečnost, že výstavní výbor tvořila stovka předních funkcionářů ČSMJ, zasloužilých činovníků, odborníků a vlastníků nejrozsáhlejších honiteb v Československu, výboru předsedal velkostatkář JUDr. Bedřich Schwarzenberg. Mezi nejvýznamnější členy výboru patřili:
- prof. inž. Antonín Dyk, předseda Čsl. myslivecké jednoty v Brně,
- lesní ředitel Josef Žalman, ústřední jednatel Čsl. myslivecké jednoty v Pozořicích,
- Eugen Czernin, velkostatkář na Petrohradě,
- Colloredo Mansfeld, velkostatkář na Zbirohu,
- Cyril Bartoň, velkostatkář v Dobeníně,
- Rudolf Beran, poslanec v Praze,
- Jan Dubický, poslanec v Mladé Boleslavi,
- inž. Jan Fric, vrchní lesní rada v Praze,
- František Auersperg, velkostatkář na zámku Žleby,
- prof. inž. Gabriel Jirsík, profesor lesního hospodářského zřízení a lesnické geodesie na lesnické fakultě ČVUT v Praze v Praze,[18]
- Dr. h. c. Theodor Mokrý, vrchní lesní rada v Písku,[19]
- Karel Buquoy, velkostatkář v Nových Hradech,
- Max Fürstenberg princ, velkostatkář, Praha,
- inž. Jan Šafář, generální tajemník v Praze,
- dr. inž. Josef Sigmond, prof. fakulty lesního inženýrství, bytem v Plzni,
- Josef Rozmara, odb. spisovatel v Praze,
- inž. Václav Leo Anderle, lesní rada a ak. malíř, Hradec Králové,
- inž. Josef Šimek, ústřední ředitel arcibiskupských velkostatků v Praze,
- dr. Karel Arnošt Waldstein, velkostatkář v Doksech,
- dr. Jan Lobkowicz, předseda Svazu Čsl. velkostatkářů, Praha,
- Emanuel Kožmin, statkář v Třebovli,
- Ant. Slavík, místopředseda zem. rady v Praze,
- Antonín Anderka, ředitel ústředního lesního ředitelství kníž. lichtenštejnských velkostatků v Olomouci,
- Alois Serényi, velkostatkář v Lomnici u Tišnova,
- Karel Belcredi, velkostatkář v Líšni u Brna,
- dr. inž. Rudolf Haša, prof. vysoké školy zemědělské v Brně,
- Jan Holub, ústřední ředitel arcibiskupských knížecích statků v Kroměříži,
- dr. M. V. Antonín Hrůza, prof. vysoké školy zvěrolékařské v Brně,[20]
- inž. Josef Konšel, prof. a děkan lesnické fakulty v Brně,
- prof. dr. František Král, rektor vysoké školy zvěrolékařské v Brně,
- Jaroslav Marcha poslanec v Brně,
- Viktor Stoupal, prezident zemědělské rady v Brně,
- Jaromír Špaček, poslanec, Slezská Ostrava,
- dr. Method Bella, prezident zemědělské rady, Bratislava,
- Karol Čáslavský, vrch. les. rada, Bratislava,
- Ľudovít Károlyi, velkostatkář, Stupava,[21]
- inž. Mil. Kašpar, vrch. technický rada, Užhorod,
- JUDr. Eugen Lelley, pravotár, Nitra,
- Otomar Mašek, les. rada, Berehovo,
- Schönborn-Duchheim, velkostatkář, Mukačevo,
- Adolf Šelmec, senátor, Košice a další.

Výstava myslivosti byla rozdělena do sedmi oblastí: lovecké trofeje, myslivecká zoologie, výstava živé zvěře, ochrana a hygiena zvěře, statistika myslivosti, myslivecká literatura a umění, myslivecký průmysl a obchod, výstava zbraní a kynologie. Exponáty byly řazeny vesměs podle jednotlivých zemí, takže poskytovaly možnost zhlédnout čsl. myslivost od východních pralesových oblastí Karpat a Tater až do nejzápadnějších končin Čech.

### Československý kynologický svaz v Praze
V roce 1928 se dohodly volně sdružené československé kynologické svazy v Čsl. kynologické Unii (Č. K. U.): Sdružené československé kynologické svazy, Čsl. Myslivecká Jednota (Čs. M. J.), Svaz organizací kynologických (S.O.K.) a německý kynologický svaz „Zucht und Prüfungsbund” (Z. P. B.) přeměnit toto volné sdružení na základě stanov na celostátní Československý kynologický svaz. V roce 1935 se konala ustavující schůze Československého kynologického svazu v Praze, celostátního ústředí, ve kterém se spojily Československý lovecký a kynologický říšský svaz, Československý svaz kynologický a také Československá myslivecká jednota.
Každý milovník honitby musí požádati politický úřad o zbrojní pas, ovšem dříve než začne honitbu provozovati. Při tom se platí kolkovné Kč 8.— a Kč 1.— za tiskopis. Při prodloužení tohoto zbrojního lístku jest mu znovu zaplatiti Kč 8.—. Za vystavení zbrojního lístku, jehož rozšíření a prodloužení nutno zaplatiti podle peněžní mohoucnosti dotyčného uchazeče 10 až 100 Kč, průměrem tedy asi 50 Kč. Za pouhé vidování zbrojního lístku při změně pobytu vlastníka nutno zaplatiti opět Kč 5.—. Za povolení nákupu ručnice z ciziny jest poplatek Kč 100—. Bez honebního lístku nemůže ten, kdo se již opatřil zbrojním lístkem, ani jako host ani jako pán loviti. Pak teprve musí u okresního úřadu požádati o lístek honební, který jest zaplatiti za 1 měsíc částkou Kč 30.— kromě kolku za 5 Kč a za 1 rok 100 Kč, také 5 Kč s kolkovným. Pán myslivosti respektive nájemce honitby musí za lístek honební zaplatiti Kč 300.—.
Československá vlastivěda, 1929-1936

### Mezinárodní lovecká rada (C. I. C.)
V roce 1928 se Československo (za účasti ČSMJ) společně s Francií, Polskem a Rumunskem podílelo na prvních krocích k založení Mezinárodní lovecké rady „Conseil International de la Chasse” (C. I. C.), která zahájila svoji činnost v roce 1930. V roce 1937 se konalo v Praze zasedání komise pro hodnocení trofejí.
Popud vyšel z Francie; má býti zřízena jakási Mezinárodní rada lovecká, v níž by byla Francie, ČSR, Rumunsko a Království Srbů, Chorvatů a Slovinců a z níž by Itálie, Řecko a Španěly byly vyloučeny proto, poněvadž nedovedou zabránit hubení křepelek a zpěvného ptactva. Tato mezinárodní rada měla by míti vliv na honební zákony v tom smyslu, aby odpovídaly ušlechtilému sportu, starala by se o zlepšení stavu zvěře, ulehčovala myslivcům z povolání mezinárodní styky atd. Nedošlo sice dosud k jejímu ustavení; je však zajímavo, že podnět vyšel právě z Francie, která jinak je velmi málo myslivecká, kupuje od nás koroptve jen proto, aby je pak úplně vybila a příští rok koupila — u nás — nové. Proto i na tuto okolnost jest nutno bráti zřetel; vývoz živých koroptví má býti zakázán a i odstřel jejich omezen. Neboť i zvěř má svoje hospodářské poslání v přírodě a na to je nutno za všech okolností vzíti zřetel!
Venkov, 31.03.1929, s. 12

### Jednání o úpravě myslivosti v pohraničí
Dne 10. července 1935 se konala v Drážďanech na pozvání německého nejvyššího říšského lovčího porada československých a německých zástupců ústředních úřadů a mysliveckých korporací o úpravě myslivosti v Československo-německém pohraničí. Porady se účastnili: za ministerstvo zemědělství generální ředitel Státních lesů dr. inž. Karel Šiman a lesní rada J. Mayer, za ministerstvo zahraničí legační rada dr. Toušek, za Čs. mysliveckou komoru profesor inž. Antonín Dyk, ředitel Kindler a vrchní lesní správce Otto Bernhauer, za Německo: zástupce říšského nejvyššího lovčího nejvyšší lovčí Scherping, zemští lovci ze Slezska, Saska a Bavor a příslušní krajští a místní lovčí. Porada se zabývala náměty, které byly už projednány na přípravné poradě 19. března 1935 v Praze. Obě strany na jednání našly shodu na jednotné úpravě doby odstřelu zvěře jelení, srnčí, mufloní a tetřeví v pohraničním pásmu (popřípadě jednotném odstřelu zvěře jelení a srnčí). Příští porada se měla konat v Praze. Při jednání vyslovili němečtí zástupci uznání nad vzorným provozem čs. státních honiteb.

### Státní lovecké družstvo Diana
Dne 22. března 1936 se konala v Brně valná hromada ústředního zastupitelstva ČSMJ, která v této době sdružovala 316 mysliveckých spolků s počtem 24 000 členů. Předseda Zemského svazu ČSMJ pro zemi Českou řed. Josef Zíka byl pro své vynikající zásluhy o myslivost jmenován čestným členem. Hlavním bodem programu Ústředního zastupitelstva bylo projednání přípravy nového honebního zákona a zřízení ústřední prodejní kanceláře pro zpeněžení zvěřiny v tuzemsku i v zahraničí. V červenci 1936 se Zemědělská rada a Československá myslivecká jednota usnesly na založení státního loveckého družstva „Diana”, na němž by stát participoval 55%. Účelem družstva měla být regulace jak placených odstřelů, tak i obchodu a vývozu zvěřiny. Do kompetence družstva náležel i rybolov. Stát a ČSMJ vložily základní kapitál v hodnotě půl milionu Kč, zbytek měl být upsán zájemci. Přípravy pokročily tak daleko, že ministerstvo zemědělství navrhovalo termín ustavující valné schůze na 15. června 1937. K ustavení družstva nakonec nedošlo (hlavně pro odpor ze strany velkoobchodních organizací) s tím, že a o věci bude ještě jednáno. Na schůzi v Obchodní a živnostenské komoře v Praze se totiž dne 10. června 1937 proti zřízení družstva „Diana” vyslovily: Ústřední rada obchodnictva ČSR, Gremium pražského obchodnictva, Svaz velkoobchodnictva, sekce velkoobchodníků zvěřinou, Jednota obchodních grémií v Čechách, Ochranný svaz majitelů a nájemců honiteb v ČSR, Svaz obchodníků surovými kůžemi.
„Diana“ nebude! Jak jsme v předchozím čísle „Český Lloyd” přinesli, konala se dne 10. června 1937 v Obchodní a živnostenské komoře v Praze anketa v záležitosti zvěřinářsko-rybářského družstva „Diana“. Schůzi velmi četně navštívené zástupci obchodu všech zainteresovaných odvětví předsedal místopředseda Ústředny komor Rudolf Bukáček. Referentem byl Otakar Hoppe, sekretář Obchodní komory pražské. V projevu jeho dostalo se přítomným povšechných a i podrobných informací od samého počátku snahy o „Dianu“ až ku stavu dnešnímu. Citoval závažná místa vyjádření Obchodní a živnostenské komory v Brně vypracované touto komorou jako referentkou a určené ministerstvu obchodu z června 1936. Memorandum, čítající 29 stran textu, dotýká se všech stránek družstva, a v zásadě vytýká tomuto útvaru spíše možnost poškození celého vývozu zvěřiny, ne-li úplnou ztrátu odbytišť, a dívá se na projekt družstva jako na velmi povážlivý. Dr. Hoppe zmiňuje se dále o intervenci u ministra obchodu J. V. Najmana v červnu minulého roku v této záležitosti podniknuté Svazem velkoobchodnictva. Mezi jiným praví dále, že státní statky a lesy obhospodařují toliko 1,200.000 ha půdy, oproti 12,000.000 ha soukromých majitelů, takže osobování si práva na monopolní obchod zvěřinou tím méně mají nároků, ač ve stanovách družstva „Diana“ počítá se s účastí správy státních lesů a statků 51 %.
Český Lloyd, 12.06.1937
Do jaké míry si byly Československá myslivecká jednota a Československé státní lesy a statky jisti svým záměrem dokládají tři velkolepé diplomatické hony uskutečněné na státních honitbách zámku Židlochovice. První hon, sloužící jako malá generálka pro další dva hony, se uskutečnil 5. 9. 1936 pro jugoslávskou delegaci vedenou ministerským předsedou Milanem Stojadinovičem, další pro rumunskou delegaci krále Carol II. a jeho syna Michala se konal od 28. října do 2. listopadu 1936 a třetí ve dnech 4. a 5. 11. 1937. Ačkoliv byla poslední rumunská návštěva označena za soukromou, přípravu zabezpečovaly Státní lesy. Myšlenku státního loveckého podniku za účelem získání deviz se podařilo státu realizovat až po roce 1948, nejprve formou závodu „Odchyt zvěře Čs. mysliveckého svazu” a později „Interlovu Praha”, hospodářského zařízení Českého mysliveckého svazu.

### Zemské myslivecké svazy ČSMJ (1937)
- Zemský svaz Československé myslivecké jednoty pro zemi Českou: sdružoval 124 mysliveckých spolků a 3 přidružené organizace se 6054 členy.
- Zemský svaz Československé myslivecké jednoty pro zemi Moravskoslezskou: sdružoval 73 řádné a 4 přidružené myslivecké spolky se 4843 členy.
- Zemský svaz Československé myslivecké jednoty na Podkarpatské Rusi: sdružoval 30 řádných členů a 1 přidružený velkostatek se 629 členy.
- Slovenský zemský svaz loveckých ochranných a kynologických spolků: sdružoval 80 mysliveckých spolků s 5108 členy.[34]

## Druhá Československá republika - Myslivecká Národní jednota
V rámci plánovaného zřízení jediné stranické organizace Národní jednoty, jejíž program byl schválen 16. února 1939, přistoupila strana ke zřizování jednotných odborných a odborových organizací, přičemž zřídila v Praze a v Brně přípravné výbory, které měly provést sjednocení mysliveckých a loveckých organizací pod stranu Národní jednoty. Ke konci února 1939 se oba přípravné výbory dohodly, že péče o myslivost a její organizování bude svěřeno výhradně Československé myslivecké jednotě, která ponese název Myslivecká Národní jednota. Předsednictvo Československé myslivecké jednoty vzápětí schválilo úpravu stanov a za účelem sjednocení do jednotné myslivecké organizace v základních rysech přípravný plán, sestávající z těchto kroků:
1. Myslivecké a lovecké spolky v zemi Moravskoslezské, organizované v Zemském svazu Československé myslivecké jednoty pro zemi Moravskoslezskou v Brně, měly být začleněny jako celek do Národní jednoty (NJ) pod její zemědělskou sekci jako stavovské zemědělské organizace (zemědělství bylo jedním z šesti připravovaných stavů), přičemž měl mít tento samostatný odborný moravskoslezský celek jako jediný právo v rámci své země organizovat myslivost a myslivce.
2. Moravskoslezské okresní myslivecké a lovecké spolky se měly stát samostatnými odbory (složkami) zemědělské sekce NJ.
3. Nejdůležitější akcí v rámci nových organizačních poměrů mělo být sjednocení mysliveckých a loveckých spolků v soudních okresech, a to tak, aby v každém okrese působil jeden mateřský myslivecký spolek, všechny ostatní stávající spolky v okrese se měly stát jeho pobočkami, přičemž se doporučovalo, aby spolky nesly jednotný název s udáním obvodu působnosti.
4. Okresním mysliveckým spolkům se mělo dostat zastoupení v okresních poradních zemědělských sborech NJ.
5. Přípravný výbor měl jmenovat jednoho delegáta a jeho zástupce do zemského poradního zemědělského sboru NJ v Brně.
V každém okrese tedy měla působit «Myslivecká Národní jednota», která by sdružovala několik lokálních spolků. Padlo také doporučení, že vzhledem k tomu, že se Ústředí Národní jednoty nalézá v Praze, mělo by se sídlo Myslivecké Národní jednoty nacházet taktéž v Praze. Plán jednotné myslivecké organizace, postavený na stavovských základech, se uskutečnit Československé myslivecké jednotě a Straně Národní jednoty nepodařilo, jelikož strana NJ se vznikem Protektorátu Čechy a Morava prakticky zanikla.

## Protektorát Čechy a Morava - Česká myslivecká jednota
Po jednáních mezi Českou mysliveckou jednotou a Zemědělskými radami rozhodl výbor Národního souručenství dne 19. června 1940, že jedinou ústřední českou mysliveckou organizací na celém území Protektorátu Čechy a Morava je Česká myslivecká jednota. Na základě tohoto rozhodnutí vyzval sekretariát výboru Národního souručenství členy České myslivecké jednoty (potažmo zemské svazy a oblastní myslivecké spolky) k hromadnému přestupu do řad jednotné myslivecké organizace, spolku Sdružení České myslivecké jednoty. Informace k přestupu vydávaly jednotlivé myslivecké spolky nebo sekretariáty Zemských svazů České myslivecké jednoty v Praze (Na Florenci čp. 27) nebo v Brně (Údolní ulice čp. 7), popřípadě Ústřední sekretariát České myslivecké jednoty v Brně (Údolní ulice čp. 7).
Vládním nařízením č. 127/1941 ze dne 31. března 1941 vstoupil 1. dubnem 1941 v platnost nový honební zákon, k němuž bylo vydáno prováděcí nařízení č. 128/1941. Česká myslivecká jednota pověřila Ústřední spolek pro ochranu honby a chov loveckých psů v Čechách se sídlem v Praze, aby se postaral ihned po vyjití nového honebního zákona o zaslání jeho přesného textu všem členům spolku v ČMJ. Ten pak na požádání nový zákon v kapesním formátu s prováděcími předpisy rozesílal. Cena jednoho brožovaného výtisku činila 15 korun.
Provozovací nařízení: Držitelé ročních honebních lístků pro tuzemce, kteří jsou příslušníky Protektorátu Čechy a Morava, přísluší k »České myslivecké jednotě«. Česká myslivecká jednota je podrobena dohledu nejvyššího mysliveckého úřadu. Práva a povinnosti členů České myslivecké jednoty se řídí podle stanov, které musí býti schváleny nejvyšším mysliveckým úřadem. Vedoucí České myslivecké jednoty musí býti potvrzeni nejvyšším mysliveckým úřadem. Osoby, které nejsou příslušníky Protektorátu, nebudou přijaty do České myslivecké jednoty. Nejvyšší myslivecký úřad může připustiti výjimky. Pro sdružení, která se zabývají výhradně chovem, výchovou a zkoušením loveckých psů, učiní zvláštní opatření nejvyšší myslivecký úřad. Všechny ostatní lovecké spolky budou soustředěny do 1. června 1941 do jediného uznaného mysliveckého svazu. Spolky to oznámí nejvyššímu mysliveckému úřadu. Změnou účelu spolku není závazek převésti spolek vyloučen. Výjimky může připustiti nejvyšší myslivecký úřad.
Venkov, 15.06.1941 
Zákon zavedl povinné členství v uznaném mysliveckém svazu, jímž byla pro příslušníky Protektorátu české národnosti »Česká myslivecká jednota«. Povinnému členství byli podrobeni držitelé ročních honebních lístků i držitelé bezplatných ročních honebních lístků. Držitelé ročních honebních lístků německé národní příslušnosti, se povinně sdružovali v NS-říšském svazu »Deutsche Jägerschaft, skupina Čechy a Morava«. Dohled nad Českou mysliveckou jednotou měl nejvyšší myslivecký úřad, nad říšským svazem »Deutsche Jägerschaft«, skupina Čechy a Morava říšský protektor v Čechách a na Moravě. Všechny ostatní lovecké spolky (mimo sdružení, která se zabývala výhradně chovem, výchovou a zkoušením loveckých psů) byly do 1. června 1941 soustředěny do výše jmenovaných dvou svazů. Po zrušení Zemědělských rad v roce 1942 byla Česká myslivecká jednota organizována pod „Svazem zemědělství a lesnictví pro Čechy a Moravu” v Praze (Verband für Land- und Forstwirtschaft für Böhmen und Mähren).
Od srpna 1940 bylo vedení ČMJ jmenováno autoritativně. Dosavadní předseda a vedoucí Zemského svazu České myslivecké jednoty pro zemi Českou ředitel Josef Zíka v listopadu 1941 odstoupil a vedením svazu pro Čechy byl pověřen jeho místopředseda Arnošt princ Schwarzenberg, velkostatkář v Tochovicích. V prosinci 1942 potvrdilo ministerstvo zemědělství a lesnictví Arnošta prince Schwarzenberga do funkce nového předsedy České myslivecké jednoty, který zůstal i na dále vedoucím zemské skupiny pro Čechy, jejíž kanceláře se nacházely v Praze II, Na Florenci čp. 33. Jeho zástupcem byl jmenován Otto Bernhauer (ornitolog a vrchní lesní správce v Lánech u Kameničky). Sedmdesátiletý prof. inž. Antonín Dyk byl jmenován vedoucím zemské skupiny pro Moravu a Slezsko, jeho zástupcem baron Theodor Gabriel Podstatský Thorsen z Prusinovic (1909–1984).
Změna činovníků Zemského svazu ČMJ pro zemi Českou v Praze. Bývalý předseda Zemského svazu ČMJ pro zemi Českou p. řed. J. Zika oznámil zvláštním oběžníkem, že dosavadní jednatel Zemského svazu rada pol. správy p. JUDr. Klabzuba se vzdal funkce jednatele. Při té příležitosti oznamuje, že i on se vzdává funkce předsedy a předává vedení Zemského svazu I. místopředsedovi J. J. princi Arnoštu Schwarzenbergovi, který se tímto stává předsedou Zemského svazu českého.
Venkov, 30.11.1941, s. 3

### Povinné dodávky zvěřiny
Vyhláška ministra zemědělství ze dne 4. listopadu 1941, č. 379 Sb. upravovala povinné dodávky zvěřiny. Vlastníci a pachtýři soukromých honiteb (též honiteb zemských a obecních) byli povinni 50 % úlovku zvěře spárkaté, zajíců a bažantů z honebního roku 1941/1942 prodat obchodníkům se zvěřinou. Obchodníci se zvěřinou tyto povinné dodávky dodávali do větších měst (Praha, Brno, Moravská Ostrava, Plzeň, České Budějovice, Olomouc, Jihlava, Kladno, Pardubice a Hradec Králové). Dodávky zajíců a bažantů v plné výši, dodávky zvěře spárkaté v polovině váhy, kde je mohli prodat ve volném obchodu. Zbylou polovinu zvěře spárkaté obchodníci odevzdávali závodním kantýnám. Do 10. dne každého měsíce byli vlastníci a pachtýři honiteb povinni nižšímu mysliveckému úřadu písemně oznámit, kolik zajíců a bažantů a kolik kusů zvěře spárkaté (s udáním druhu a váhy), prodaly v uplynulém měsíci obchodníkům se zvěří k dodávce do větších měst a do závodních kantýn. Obdobné hlášení podávali též obchodníci se zvěří.
Vyhláška ministra zemědělství a lesnictví ze dne 5. června 1942, č. 213 Sb., o povinné dodávce zvěřiny v honebním roce 1942/1943, stanovila držitelům a pachtýřům honiteb povinnost dodat vždy nejpozději do 3 dnů po složení zvěře obchodníku se zvěří 50 % úlovku zvěře spárkaté, zajíců a bažantů, složených v době od 1. října 1942 do konce honebního roku 1942/1943. V případě, že nešlo o denní úlovek nejméně 100 kusů, mohly se odvod zvěřiny konat v rámci celkového úlovku každého kalendářního měsíce. Okresní úřad povinně zřizovaly pro svůj obvod nejméně jednoho obchodníka se zvěří, který přebíral uvedenou zvěřinu. Vybraní obchodníci se zvěří pak dodávali 40 % zvěřiny závodním kantýnám, nemocnicím nebo ozdravovnám a dalších 40 % do větších měst. Zbylých 20 % dodané zvěřiny mohli teprve prodat ve volném prodeji místnímu obyvatelstvu.
Vyhláška ministra zemědělství a lesnictví ze dne 4. května 1943, č. 131 Sb., o povinné dodávce zvěřiny v honebním roce 1943/1944, prodělala změny v podmínkách pro obchodníky se zvěřinou.
§ 3.
1. Obchodníci se zvěří dodají 40% zvěřiny zvěře spárkaté, dodané podle § 1, odst. 1, závodním kuchyním, lazaretům, nemocnicím nebo ozdravovnám a dalších 40% do obcí, ve kterých jsou zavedeny průkazy pro spotřebitele. Zbylých 20% dodané zvěřiny zvěře spárkaté lze prodati ve volném prodeji místnímu obyvatelstvu.
2. Ze zvěřiny zajíců a bažantů, dodané podle § 1, odst. 1, dodají obchodníci se zvěří 5% lazaretům a nemocnicím jakož i závodním kuchyním v místech, v nichž se nevydává drůbež a zvěřina na průkaz pro spotřebitele. Dalších 95% jest rozděliti v obcích označených v odstavci 1, a to obchodníkům (dodavatelům) pověřeným Českomoravským svazem pro drůbež, vejce a med k přijímání přihlášek spotřebitelů na odběr drůbeže, jejich částí a výrobků z drůbeže.
3. Zvěřinu podle odstavce 2 lze rozdělovati toliko podle pokynů Svazu pro drůbež, vejce a med; tento Svaz se zároveň pověřuje hospodařením zvěřinou uvedenou v odstavci Obchodníci se zvěří jmenovaní v odstavci 2 jsou povinni hlásiti přímo Svazu vždy celkové množství zajíců a bažantů, které mají. Dodavatelé jmenovaní v odstavci 2 rozdělí veškerou zvěřinu zajíců a bažantů, dodanou k prodeji do jejich podniků, a to bez rozdílu, zda jde o zvěřinu dodanou podle § 1, odst. 1 či nikoliv, spotřebitelům v obcích označených v odstavci 1 podle předpisů platných pro rozdělování drůbeže jakož i podle pokynů Svazu.
§ 4.

Obchodníci se zvěří se sídlem v obcích označených v § 3, odst. 1 jsou podrobeni povinné dodávce závodním kuchyním, nemocnicím nebo ozdravovnám, stanovené v § 3, toliko ohledně množství zvěřiny převzatého podle § 1. Zvěřina převzatá těmito obchodníky se zvěří podle § 3 je osvobozena od této povinnosti.
Nové zákony a nařízení Protektorátu Čechy a Morava 1943

Ustanovení vyhlášky ministra zemědělství a lesnictví ze dne 4. května 1943, Sb. č. 131, o povinné dodávce zvěřiny v honebním roce 1943/1944, platilo též pro honební rok 1944/1945.
Vázané hospodářství se od roku 1943 dotklo také přídělu krmiva pro lovecké psy, o které mohli žádat soukromí držitelé (bezzemci) u okresního úřadu. Krmiva se zpravidla přidělovala jen loveckým psům, kteří byli skutečně k lovu využíváni a byli podrobeni jarní nebo podzimní hledačce u „České myslivecké jednoty” nebo u „Die Deutsche Jägerschaft”, dále psům, kteří byli uznáni Nižším mysliveckým úřadem za způsobilé. Okresní úřady uhrazovaly potřebu těchto krmiv z množství jim pravidelně přidělovaných.
Od října 1943 se vydávaly i přídělové lístky na lovecké střelivo. Majitelé honebních lístků si u svých nižších mysliveckých úřadů vyzvedli lístek na lovecké střelivo a přihlásili se nejpozději do 10. října 1943 u některého obchodníka, oprávněného prodávat střelivo. Obchodník lístek na dolním okraji druhé strany orazítkoval, podepsal a současně zaznamenal množství požadovaného střeliva do seznamu zákazníků. Seznam pak zaslal své organizaci do 15. října 1943. Myslivecké spolky v součinnosti s nižšími mysliveckými se povinně postaraly o urychlené a správné vyhotovení lístků na lovecké střelivo. Až do vyhotovení lístků na lovecké střelivo byl do konce října vyhlášen zákaz prodeje střeliva.
Na podkladě § 35 vládního nařízení č. 127/1941 Sb. nařídil německý státní ministr pro Čechy a Moravu Karl Hermann Frank výnosem ze dne 14. října 1944 (č. j. St. M/Za-H. 0206/44) za účelem „zajištění výživy a zabráněni škod od zvěře ” v tomto roce hony na drobnou zvěř, na zajíce, králíky a bažanty i „přes těžkosti spojené s obstaráním střelců a honců, jakož i nábojů”. Odstřel drobné zvěře (zajíců, králíků, bažantů) měl být proveden zásadně naháňkami (na společných honech ve smyslu § 35, odst. 2 vl. nař. ze dne 31. března 1941, č. 128/1941 Sb.). Osamělé honby byly přípustné jen v odůvodněných a výjimečných případech a podléhaly schválení nižšího mysliveckého úřadu. Noční čekání na drobnou zvěř bylo zakázáno:
Nižší myslivecké úřady přezkoušejí svými dozorčími orgány a poradci myslivosti dodržení tohoto nařízení. Naháňky jest ohlásiti písemně nejméně 8 dní před jejich konáním u příslušného nižšího mysliveckého úřadu. Pro honební okrsky, pro něž do 15. prosince není hlášeno provedení nutných naháněk, budiž nařízen nucený odstřel podle § 37, odst. 6 vl. nař. ze dne 31. března 1941, č. 127/1941 Sb. Je-li provedení naháněk znemožněno nedostatkem střelců, postará se nižší myslivecký úřad prostřednictvím mysliveckých organizací (Untergruppe der Deutschen Jägerschaft-Gruppe Böhmen und Mähren a okresních mysliveckých spolků České myslivecké jednoty) jakož i mysliveckých poradců o zajištění žádoucího počtu střelců. Po skončení každé naháňky musí býti z veškeré ulovené zvěře vyložen výřad. Tento výřad musí býti hlášen příslušnému nižšímu mysliveckému úřadu. Také na osamělých honbách ulovená zvěř podléhá povinnému hlášení. Odevzdání zvěře budiž provedeno podle ustanovení vyhlášky ze dne 20. května 1944, č. 124/1944 Sb. Přestupky budou trestány okamžitým odnětím honebního lístku.
Venkov, 09.11.1944, s. 2: Výkon myslivosti
Ve 4. týdnu 69. přídělového období (4./ХII. až 10./XII. 1944) se na platný ústřižek spotřebitelského průkazu pro dospělé „EW 26” a pro děti a mládež „KJ 27” vydávaly spotřebitelské dávky drůbeže, výrobků z drůbeže a zvěřiny. U zvěřiny v poměru: 1 zajíc pro 2 osoby a 1 bažant pro 1 osobu. Ostatní zvěřina se na lístky nevydávala.

### Podpůrný myslivecký fond
V květnu 1943 byl při nejvyšším mysliveckém úřadu zřízen fond na podporu ochranné myslivecké služby a ke zvelebení myslivosti. Do tohoto fondu měly plynout všechny výtěžky z peněžitých trestů, uložených mysliveckými soudy. Fond měl sloužit k podpoře pozůstalých po mysliveckém a lesním personálu, který padl nebo zemřel následkem zranění v boji s pytláky, k udílení vyznamenání a odměn za zvláštní výkony při ochraně myslivosti, též k jiné podpoře myslivosti. Uznané myslivecké svazy, právnické a jiné osoby předkládaly své návrhy nejvyššímu mysliveckému úřadu k rozhodnutí.

## Třetí Československá republika - Československá myslivecká jednota
Po druhé světové válce došlo k obnovení činnosti Ústředního ředitelství státních lesů a statků v Praze (1918–1951), Československé myslivecké jednoty s ústředím v Brně (opět uspořádané do původních tří svazů), Spolku českého lesnictva v Praze (od r. 1941 sjednocená Ústřední jednota českého lesnictva a Ústřední jednota lesních a lovčích zřízenců) a k založení Jednotného svazu českých zemědělců v Praze a jeho expozitury v Brně. Vyhláška ministerstva zemědělství č. 289 Ú.l. RČS ze dne 4. října 1945, o prozatímní úpravě myslivosti ponechala částečně v platnosti myslivecké předpisy období první republiky a částečně i protektorátní legislativu. V neděli 17. února 1946 se sešil v Brně delegáti všech 263 okresních mysliveckých spolků ze země Moravskoslezské, aby projednali otázky myslivosti, úpravu náhrady škod způsobených zvěří a urychlené vydání zákona o ochraně a chovu zvěře. Čestným předsedou Zemského moravskoslezského svazu ČSMJ byl na sněmu zvolen prof. inž. A. Dyk, předsedou prezident nejvyššího soudu dr. Theodor Nussbaum. Podstatná změna nastala po květnových volbách v roce 1946.

### Lidové lovecké společnosti
Ministerstvo zemědělství v čele s komunistickým ministrem J. Ďurišem vydalo několik předpisů, které připravily půdu pro myslivecký zákon v roce 1947. Výnosem ze dne 15. června 1946 zrušilo ministerstvo zemědělství nižší myslivecké úřady, které dosud rozhodovaly o mysliveckých záležitostech. Jejich kompetenci převzaly v I. instanci okresní národní výbory (správní komise), v II. instanci zemské národní výbory a ve III. instanci ministerstvo zemědělství. Vyhláškou č. 1568 ze dne 27. července 1946 bylo v osidlovaném pohraničí ke správě honitby na vlastní účet umožněno alespoň jednomu z drobných místních zemědělců získat roční honební lístek bez složení myslivecké zkoušky.
Využití společenstevních honiteb nově usedlými zemědělci v pohraničí.
Vyhláška ministerstva zemědělství č. 1568 z 27.7.1946 Ú.l. č. 135/46 umožňuje honebním společenstvům v pohraničí, jejichž většina členů jsou přidělenci podle dekretu presidenta republiky č. 28/45 Sb., vykonávati právo myslivosti ve svých honebních okrscích na vlastní účet i když mezi přidělenci není ani jediné osoby s platným celoročním honebním lístkem. Okresní národní výbory vyzvou Místní národní výbory v obcích, v nichž většina členů honebního společenstva jsou přidělenci uvedeného dekretu a jejichž společenstevní honitba není ještě pravoplatně propachtována, aby v případech, není-li v obci myslivců s platným roč. honebním lístkem, vybraly v dohodě s Okresním sdružením Jednotného svazu českých zemědělců z řad místních zemědělců jednu osobu, zaručující svými osobními vlastnostmi a zdatnostmi správný výkon myslivosti a aby tuto navrhly Okresnímu národnímu výboru k udělení dispense. Osoba, která získá tímto dispensem celoroční honební lístek, může býti pověřena příslušným společenstvem k výkonu myslivosti ve smyslu ministerstva zemědělství č. 1568/40. Zkoušku z myslivosti vykoná do 31. března 1947. Platnost v udílení zmíněného dispensu končí 31. 12. 1946.
Volné slovo, 12.10.1946
Výnosem čj. 25633-VIII/3-1946 prakticky zabránilo pronájmu státních honiteb jednotlivcům, ty mohly být podle výnosu pronajímány pouze tzv. loveckým společnostem. Přestože už v prosinci 1946 musela Československá myslivecká jednota na podnět zemských národních výborů a ministerstva zemědělství připravit osnovy nového zákona o myslivosti, ministerstvo zemědělství vypracovalo a předložilo vládě vlastní předlohu, zcela odlišnou a v několika bodech odporující názorům mysliveckých odborníku. ČSMJ také kritizovala připravovaný výnos o lidových loveckých společnostech, jelikož podle připravované statistiky pocházela třetina organizovaných myslivců ze zemědělství a společně s lesníky a myslivci z povolání byla bez mála polovina členstva zaměstnána půdní produkcí. Prof. Ing. Antonín Dyk doslova napsal: „Není proto jasné, proč tak zvaně lidové lovecké společnosti ministerstva zemědělství mají být vyhrazeny jen zemědělcům pod 20 ha výměry! Považujeme takové třídění za neprospěšné věci, neboť je křivdou ztěžovat více než 50 procentům organisovaných myslivců možnost výkonu myslivosti. ”
ČSMJ sdružovala k 1. listopadu 1946 kolem 100 000 povinně organizovaných československých myslivců a připravovanou statistikou zjistila, že v zemi Moravskoslezské bylo v 69 okresních mysliveckých spolcích z 22 937 členů zaměstnáno: 9,80 % manuálně, 20,45 % duševně, 33,15 % v zemědělství, 14 % bylo lesníků a myslivců z povolání, 3,90 % vojáků a členů v ozbrojených útvarech, 15,20 % živnostníků, obchodníků a řemeslníků a 3,50 % členů patřilo k ostatním povoláním.
Už v létě 1946 vznikaly po okresech při Jednotných svazech českých zemědělců (JSČZ) „Okresní myslivecké komise”, které se ujaly zakládání „Lidových loveckých společností” na honebních revírech podniku „Státní lesy a statky”. JSČZ společně s Československou mysliveckou jednotou a ve spolupráci se zemědělskými lidovými školami pak v lednu 1947 odstartovaly pro zájemce o vstup do lidových mysliveckých společností pětinedělní přípravná školení ke složení mysliveckých zkoušek, přičemž poslední neděle byla vyhrazena praktickému nácviku honů a lečí. ČSMJ zajišťovala odborné lektory a lidové zimní školy většinou prostory.
Ustavení myslivecké komise při okresním sdružení JSČZ ve Znojmě. 
Dne 20. srpna t. r. sešla se k prvnímu zasedání okresní myslivecká komise při JSČZ, složená ze zástupců myslivců: JSČZ 3, ONV 2 a OMS 2. Komise zvolila ze svého středu předsedu, jímž je p. Bohumil Petrželka, rolník z Plavče. Současně se usnesla cestou tisku vyzvati všechny zájemce z řad myslivců politického okresu znojemského, aby podali nejpozději do 7. září t. r. na adresu okresního sdružení JSČZ ve Znojmě, Lidická č. 4, písemné přihlášky o vstup do lidových loveckých společností honebních revírů podniku státní lesy a statky.
Okresní myslivecká komise má na programu podle výnosu ministerstva zemědělství ze dne 17. května 1946 č. 61254/VI-46 utvořiti ve zdejším okrese 12 lidových loveckých společností, které propachtují honitbu státních lesů a statků, honební revíry: Podmolí, Čížov, Jazovice, Uherčice II (Frejštejn), Bítov, Plaveč, České Křídlovice, Hrušovany n. Jev., Lechovice, Šumvald-obora, Štítary a Vranov nad Dyjí.
Pro informaci se uvádí, že přednostní právo ke vstupu do lidových loveckých společností mají zemědělci-myslivci s výměrou do 20 ha orné půdy. Všeobecným zájmem všech je, aby do lidových loveckých společností vstoupili myslivci ze všech vrstev občanstva. Podmínkou vstupu do lidových loveckých společností je držení nejméně jednoročního honebního lístku a myslivecká spolehlivost.
Týdeník pro pohraničí, okresní vedení KSČ, 31.08.1946
Dne 13. března 1947 nařídilo ministerstvo zemědělství výnosem č. 32823/940-VI/7-47 pronájem státních honiteb výlučně lidovým loveckým společnostem. O členství v lidové lovecké společnosti se mohli ucházet: 1. myslivci z řad výkonných zemědělců (do 20 ha výměry), kteří měli na členství v lidových loveckých společnostech přednostní právo, 2. myslivci z řad zaměstnanců státních lesů a statků, 3. ostatní venkovští myslivci z řad dělníků, zaměstnanců a drobných živnostníků, 4. myslivci z lidových a demokratických vrstev, přičemž myslivci z první a druhé skupiny museli tvořit víc než 50 procent.

### Ustavující schůze Československé myslivecké jednoty
Oficiální založení Československé myslivecké jednoty proběhlo na slavnostní ustavující valné hromadě v neděli 11. května 1947 v Besedním domě v Brně. Valné hromady se účastnili zástupci ústavodárného NS, ministerstva zemědělství, zemských národních výborů Čech a Moravy, Ústředního národního výboru města Brna, Československé Akademie zemědělské, Vysoké školy zemědělská v Brně, Jednotného svazu českých zemědělců, Čs. armády, čestný člen, zakladatel a dlouholetý předseda ČSJM prof. dr. lesní inž. Antonín Dyk, myslivecký nestor prof. dr. lesní inž. Opletal a zástupci mysliveckých spolků z celé republiky. Ve volbách byl zvolen ústředním předsedou ČSJM na příští tři léta inž. Jan Zatloukal, ministerský rada v kanceláři prezidenta republiky, místopředsedy a zároveň předsedy zemských svazů Ing. doc. Josef Drbal (České vysoké učení technické v Praze, Vysoká škola speciálních nauk) za Čechy, JUDr. Theodor Nussbaum z Brna za Moravskoslezsko a dr. Igor Dula za Slovensko, ústředním jednatelem lesní inž. dr. Hubert Pelikán (protektorátní lesní rada, ředitel Svazu zemědělství a lesnictví v Brně, Spolek posluchačů lesního inženýrství Vysoká škola zemědělská Brno). Moravští myslivci obdarovali nového předsedu křišťálovým pohárem. Z valné hromady byl taktéž zaslán pozdravný telegram prezidentu republiky. ČSMJ, celostátní organizace myslivců ČSR, sdružovala ve 303 okresních mysliveckých spolcích na 97 000 členů.
Myslivci v závodě ve střelbě na holuby
Okresní myslivecký spolek v České Lípě a okresní myslivecký spolek v Boru u České Lípy, odbočka Svazu brannosti v České Lípě a odbočka Svazu brannosti v Boru u České Lípy, pořádají pod záštitou okres. národního výboru v České Lipě, posádkového velitelství v České Lípě a MNV v České Lípě a v Boru u České Lípy veřejné závody ve střelbě na asfaltové holuby a závody malorážkou a vzduchovkou 17. a 18. května v zámeckém parku v Horní Libchavě u České Lípy. 
Pořad závodů: Zemský přebor Československé myslivecké jednoty Čechy 1947, senioři — Velká cena pohraničí 1947 — Mistrovství Máchova kraje 1947 — Povinné přebory okresních mysliveckých spolků ČSMJ v České Lípě a v Boru u České Lípy. — Sériový závod seniorů a juniorů — Lovecký, sportovní a dámský sériový závod malorážkou — Závod vzduchovkou. 

Závody se konají za každého počasí. Autobus jede z Boru u České Lípy v 8 hod. ráno a ve 13 hod. do Horní Libchavy. V neděli odpoledne je v zámeckém parku koncert vojenské dechové hudby z Liberce. Po ukončení závodů přátelský večírek ve dvoranách Měšťanské besedy v České Lípě, hraje vojenská dechová hudba z Liberce. Zde bude slavnostní rozdílení cen vítězům.
Stráž severu, 18.05.1947

### Zákon o myslivosti (1947)
ČSMJ se podílela na vzniku nového zákona o myslivosti č. 225/1947 Sb. ze dne 18. prosince 1947 (jednoho z tzv. Ďurišových zákonů), který byl i přes odpor odborných mysliveckých kruhů předložen Národnímu shromáždění ministerstvem zemědělství. Pro držitele tuzemských loveckých lístků bylo členství v Československé myslivecké jednotě, která byla nadále jedinou uznanou celostátní mysliveckou organizací, povinné. ČSMJ tvořily tři svazy:
1. Zemský svaz pro Čechy,
2. Zemský svaz pro zemi Moravskoslezskou a
3. Svaz loveckých ochranných spolků na Slovensku.
Československá myslivecká jednota podléhala dozoru ministerstva zemědělství a její tři svazy dozoru příslušného zemského národního výboru, na Slovensku dozoru pověřenectva zemědělství a pozemkové reformy. Stanovy Československé myslivecké jednoty schvalovalo ministerstvo zemědělství; stanovy jednotlivých Svazů a jejich složek příslušný zemský národní výbor, na Slovensku pověřenectvo zemědělství a pozemkové reformy. Taktéž bylo podle zákona v její kompetenci provádět zkoušky z myslivostí, které stanovovalo a vyhlašovalo ministerstvo zemědělství po slyšení Jednotného svazu zemědělců a Československé myslivecké jednoty (na Slovensku po vyjádření pověřenectva zemědělství a pozemkové reformy).

### Lesnická studijní stipendia
Československá myslivecká jednota se rozhodla přispět k výchově mysliveckého dorostu na lesnických školách a pro školní rok 1947/1948 přistoupila k udílení jednoho studijního stipendia na lesnických školách: Vysoké škole zemědělské v Brně (lesnický odbor), Vysoké škole zemědělského a lesního inženýrství v Praze (lesní inženýrství), Vysoké škole lesnické v Košicích (1946–1952), státní Vyšší lesnické škole v Písku, v Trutnově, v Hranicích, Banské Štiavnici, Státní školy pro lesní hajné v Domažlicích (r. 1952 zrušena), v Nasavrkách (r. 1951 zrušena), v Jemnici (r. 1951 zrušena), v Liptovském Hrádku a v Jelšavě. Stipendium činilo 5 000 Kčs ročně a bylo vypláceno zpětně v měsíčních částkách po 500 Kčs. O udělení stipendia se mohli ucházet nemajetní žáci nebo posluchači, jichž otec byl členem okresního mysliveckého spolku, sdruženého v Čs. myslivecké jednotě (nebo byl členem a zemřel), přičemž sirotci měli na stipendium přednostní právo. Zřetel se bral i na vážný zájem žadatele o myslivost. Žádosti s doloženým průkazem o členství otce v okr. mysliveckém spolku a osvědčením o nemajetnosti se podávaly ústřednímu sekretariátu Čs. myslivecké jednoty v Brně na Smetanově ul. 30 nejpozději do 31. října 1947.

### Akční výbor Československé myslivecké jednoty
Už 5. března 1948 se v místnostech Ústřední rady čs. zemědělců ustavil akční výbor Československé myslivecké jednoty. Svoji první plenární schůzi svolal do Brna na neděli 14. března 1948. Následně vydal provolání, ve kterém oznámil, že předsedou Čs. myslivecké jednoty byl jmenován ministerský rada ing. Jan Zatloukal, jednatelem brigádní generál Alois Benda (1890–1957) a že akční výbor bude postupovat v souladu s Ústřední radou čs. zemědělců a nařídil ustanovení akčních výborů při zemských svazech ČSMJ a u okresních mysliveckých spolků. Akční výbory měly spolupracovat s příslušnými okresními sdruženími Jednotného svazu českých zemědělců. Hospodářský rezort ČSMJ byl kontrolován ministerstvem vnitra, které tento rezort obsadilo národním správcem ing. Jaroslavem Výletou (členem ustanoveného Ústředního přípravného akčního výboru Jednotného svazu českých zemědělců). Zrovna tak měly postupovat zemské národní výbory u zemských svazů ČSMJ, národním správcem Zemského svazu na Moravě byl ustanoven člen KSČ Vladimír Andrla (* 1924, Komořany - † 29.11.2017 Vyškov) a Zemského svazu na Slovensku Jozef Hojč (člen KSS).

### Zkoušky pro členy lidových mysliveckých společností
Myslivecká jednota prováděla podle vyhlášky ministerstva zemědělství ze dne 18. prosince 1947 a podle zkušebního řádu vydaného vyhláškou ze dne 12. května 1948 zkoušky z myslivosti pro uchazeče o první roční lovecký lístek nebo o úřední osvědčení k ochranné myslivecké službě. Předmětem zkoušky byly: myslivecká zoologie, základy péče o zvěř, základy lovectví, o chovu a výcviku loveckých psů, znalost základů mysliveckého práva, zbraní a jejich použití. Zkoušky se konaly dvakrát ročně: 1. od 15. dubna do 15. května, 2. od 15. srpna do 15. září.

### Reorganizace 1949–1961
Na počátku roku 1949 prošla ČSMJ reorganizací, v každém politickém okrese mohl být zřízen jen jeden okresní myslivecký spolek (OMS), při kterých stále působily akční výbory, pověřeny dalšími prověrkami členů. Každý OMS povinně volil kromě výboru i mysliveckého, kynologického, střeleckého, právního, organizačního a osvětového referenta, k tomu pět členů výboru. U 120 okresních mysliveckých spolků ČSMJ v českých zemích byli ustaveni myslivečtí důvěrníci. Myslivecké akční výbory Národní fronty postihly důtkou nebo dočasným vyloučením celkem 1842 členů, kterým byl okamžitě odebrán lovecký lístek, lovecké zbraně a vysloven zákaz výkonu práva myslivosti. K 1. červenci 1949 byly zrušeny Zemské svazy ČSMJ pro Čechy a Moravu. Zemský svaz ČSMJ v Čechách následně zřídil ústřední správní středisko ČSMJ v Praze, Husově třídě č. 7.
Vedení Československé myslivecké jednoty přijalo dne 27. února 1949 usnesení:
„Do IX. sjezdu Komunistické strany Československa dokončíme reorganizaci členské základny a řídící činnosti Čs. myslivecké jednoty v ústředí, krajích a okresech tak, aby v myslivosti byla zajištěna lidovost a demokratizace, aby byly odstraněny zbytky reakčních živlů, které jsou až dosud na provozu myslivosti zúčastněny a zapojíme do výkonu myslivosti zejména průmyslové dělníky. Vynasnažíme se vytvořit ve všech velkých průmyslových závodech dělnické myslivecké kluby“. Ve zprávě o plnění závazků k IX. sjezdu KSČ bylo uvedeno, že z Čs. myslivecké jednoty v českých zemích bylo navždy vyloučeno 1.842 členů a dočasným vyloučením nebo důtkou bylo postiženo 3.084 členů.
RNDr. Stanislav Mottl, CSc., 21.4.2013, Právo myslivosti včera, dnes a zítra

Dne 21. srpna 1951 prošlo reorganizací též vedení ČSMJ, národní správu nahradil jmenovaný přípravný výbor, který měl na starost volby do všech organizačních stupňů - od OMS až po ústřední vedení ČSMJ, která se stala veřejnoprávní korporací.
- 28. - 29. března 1953, I. celostátní sjezd Československé myslivecké jednoty v Praze (předseda ČSMJ Ing. Gustav Baráček)
- 7. - 8. července 1956, II. sjezd Československé myslivecké jednoty v Brně (předseda ČSMJ Otakar Lhota)
- 4. - 5. července 1959, III. sjezd Českomoravské myslivecké jednoty v Praze (předseda ČSMJ Karel Šindelíř)
- 28. a 29. ledna 1961, IV. (mimořádný) sjezd Československé myslivecké jednoty v Praze (předseda ČSMJ Josef Skála)

## ČSSR - Československý myslivecký svaz
Československá myslivecká jednota prakticky zanikla vydáním zákona č. 23/1962 Sb., o myslivosti ze dne 23. února, který v § 3 definoval Československý myslivecký svaz (ČSMS) jako jedinou celostátní dobrovolnou společenskou organizaci sdružující občany, vykonávající právo myslivosti. Vyhláškou č. 24/1962 Sb. stanovilo ministerstvo zemědělství, lesního a vodního hospodářství k vydanému zákonu prováděcí předpisy. Pracující z měst a venkova (s platným loveckým lístkem) se mohli k výkonu práva myslivosti sdružovat v socialistických organizacích, zvaných myslivecká sdružení. Členství v ČSMS bylo zákonnou podmínkou pro získání loveckého lístku. Zákon č. 23/1962 Sb., o myslivosti přiznával svazu, účast na řízení myslivosti a pověřil jej i prováděním zkoušek z myslivosti a dozorem nad plněním plánu mysliveckého hospodářství a lovů mysliveckých sdružení. Svaz pečoval o zvelebování myslivosti, podporoval zřizování vzorových honiteb a osazování honiteb zvěří, organizoval odchyt zvěře a staral se o odbyt. Vykonával disciplinární pravomoc nad svými členy, pořádal soutěže a pečoval o vydávání a rozšiřování myslivecké literatury. Nejnižšími organizačními složkami byly jednoty ČSMS, zahrnující vždy několik obcí, dále okresní (obvodní) myslivecké organizace, chovatelské kluby, slovenské orgány a orgány ústřední (sjezdy, celostátní konference, ústřední výbor a jeho představenstvo, ústřední disciplinární senát a ústřední revizní komise).

## Předsedové
- Zdeněk Slanina (1923–1925), lesní rada a od r. 1922 ředitel na zestátněném velkostatku v Židlochovicích (bývalém majetku Bedřicha Rakousko-Těšínského[94]
- Vavřín Horáček (1925–1927)
- Antonín Dyk (1927–1942), narodil se 5. března 1871 v myslivně Harabásce u Stříbra, vystudoval reálku v Praze, lesnický obor na Hochschulle für Bodenkultur ve Vídni, r. 1884 nastoupil jako podřízený výkonný lesník na panství Křivoklát, r. 1903 jmenován nadlesním na velkostatku Želeč u Tábora, r. 1907 lesmistrem na panství Žinkovy u Nepomuku, r. 1913 lesmistr na panství Manětín a statku Rabštejn, r. 1917 nastoupil jako lesní inspektor na panství Litschau v Dolním Rakousku, v roce 1919 mu byla svěřena vrchní správa na statku Lukově u Holešova a byl povýšen na lesního radu, r. 1923 začal vyučovat na Vysoké zemědělské škole v Brně a ve stejném roce byl zvolen předsedou založené ČSMJ, později od r. 1933 stál v čele ústředí v Brně, r. 1947 čestný předseda ČSMJ, byl členem České akademie zemědělské, Technické akademie, majitelem komturského Řádu sv. Sávy, od r. 1936 rektorem Vysoké školy zemědělské v Brně a dvakrát děkanem jejího lesnického odboru. Zemřel 29. července 1952 v Brně.[95][96][97]
- Josef Zíka (* 7. 4. 1866), místopředseda a od roku 1933 předseda zemského svazu České myslivecké jednoty v Praze (1933–1941), Českomoravského kynologického svazu, autoklubu „Čechie“, zakladatel „Stavebního a bytového družstva městského úřednictva“ a vedoucí funkcionář v řadě dalších organizacích a spolcích, ředitel městského úřadu na Vinohradech ve výslužbě a otec sopranistky Zdenky Zikové (v pražské matrice zapsané 6. února 1902 Zíkové), člen strany Národního sjednocení.[98][99]

Ředitel Zíka získal si veliké zásluhy o rozkvět a organisaci naší myslivosti a Česká myslivecká jednota projevila mu, své uznání jmenováním čestným členem Velké myslivecké výstavy, pořádané každoročně v rámci Hospodářských výstav v Praze, jsou jeho dílem a přispěly ve značné míře k utvrzení dobrého jména české myslivosti doma i cizině. Je nesporně zásluhou Zíkovou, že se podařilo během času přesvědčiti jak oficielní kruhy tak i veřejnost, že myslivost není sportem nebo výsadou určitých společenských vrstev, nýbrž důležitým národohospodářským činitelem, prospěšným zemědělství, i národu. Jako člen městského zastupitelstva bývalé obce vinohradské organisoval místní chudinství, dále založil organisaci a stavební družstvo městských úředníků. Ředitel Zíka dožívá svého 75. jubilea v plném zdraví, svěžesti a v neúnavné práci pro myslivost a kynologii.
Venkov, 08.04.1941, s. 6.
- Arnošt Schwarzenberg (1942–1946), vedoucí České myslivecké jednoty, vedoucí ČMJ zemského svazu Čechy
- Josef Formánek (1942–1945), odborný lékař v Brně, zástupce vedoucího České myslivecké jednoty, vedoucí ČMJ zemského svazu Morava, zemřel ve 49 letech 11. května 1945.[100][101]

Josef Formánek, odborný lékař v Brně, zástupce vedoucího České myslivecké jednoty, vedoucí ČMJ zemského svazu Morava, vedoucí ČMJ-Okresního mysliveckého spolku Brno. Zesnul tiše po delším utrpení v pátek dne 11. května 1945 o 9. hod. dopol. ve věku 49 let. Děkujeme tímto zároveň všem přátelům, kteří ho na poslední cestě doprovodili a vynasnažili se všemožně, aby náš bol zmírnili. Za veškeré příbuzenstvo: Marie Formánková, roz. Mácová (manželka), M. Formánková (matka).
Slovo národa, 12.06.1945

- Jan Zatloukal (předseda ústředí ČSMJ), Josef Drbal (předseda pro Čechy), Theodor Nussbaum (předseda pro Moravu a Slezsko), Igor Dula (předseda pro Slovensko) (1947–1948))
- Akční výbor: ústředí ČSMJ předseda Jan Zatloukal, Zemský svaz pro Čechy ing. Jaroslav Výleta, Zemský svaz pro Moravu Vladimír Andrla, Zemský svaz pro Slovensku Jozef Hojč (1948–1953)
- Gustav Baráček (1953–1956)
- Otakar Lhota (1956–1959)
- Karel Šindelíř (1959–1961)

## Česká republika - Českomoravská myslivecká jednota
Dne 21. října 1995 se v Praze konal I. sjezd Českomoravské myslivecké jednoty. Předsedou byl zvolen Prof. Ing. Josef Hromas, CSc. (1990–2005).